# Техада, Харольд
Харольд Альфонсо Техада Канакуэ (исп. Harold Alfonso Tejada Canacue); (род. 27 апреля 1997, Питалито, Уила) — колумбийский профессиональный шоссейный велогонщик, выступающий с 2020 года за команду мирового тура «Astana Pro Team».

## Карьера
Харольд Техада в 2019 году выступал за континентальную  велокоманду Medellín, выиграл индивидуальную и групповую гонки на молодежном чемпионате Колумбии. Также, он стал победителем в молодежном зачете Вуэльты Доминиканской Республики, заняв 4-е место в общем зачёте. Кроме того, он занял 6-е и 8-е место на молодежном Пан-Американском чемпионате в индивидуальной и групповой гонках, соответственно. На профессиональном уровне Техада принимал участие в Туре Колумбии, где финишировал в Топ-20 общего зачета. С 1 января 2020 года Харольд Техада присоединяется к команде мирового тура Astana Pro Team, контракт рассчитан на два года (2020 и 2021).

## Достижения
2019
1-й  Чемпион Колумбии — Групповая гонка U23
1-й  Чемпион Колумбии — Индивидуальная гонка U23
1-й — Этап 7 Тур де л’Авенир
1-й  Вуэльта Доминиканской Республики — Молодёжная классификация